# Spinolia
Spinolia (лат.) — род ос-блестянок из подсемейства Chrysidinae (триба Chrysidini).

## Описание
Небольшие осы-блестянки (4—11 мм). Задний край третьего тергита брюшка с зубцом по бокам у основания. Бока среднегруди снизу с площадкой, ограниченной килем. Гнездовые паразиты одиночных ос и пчёл.

## Классификация
Около 20 видов. В Европе 7 видов.
- Spinolia dallatorreana
- Spinolia dournovi
- Spinolia hibera
- Spinolia lamprosoma
- Spinolia rogenhoferi
- Spinolia schmidti
- Spinolia unicolor

### Другие виды
- Spinolia alconost Semenov, 1967 (Туркмения)
- Spinolia  chalcites (Mocsáry, 1890) (Средняя Азия)
  - = Spinolia mlada Semenov, 1967[2]
  - = Spinolia nymphae Semenov, 1967[2]
  - = Spinolia shestakovi Semenov, 1967 (Казахстан)[2]
- Spinolia phoenix Semenov, 1967 (Казахстан)[2]
- Spinolia rusalka (Semenov, 1901) (Средняя Азия)
  - = Pseudochrysis rusalka Semenov, 1901[2]
  - = Pseudochrysura zonsteini Tarbinsky, 2004[3]
- Spinolia stchurovskyi (Radoszkowski, 1877) (Средняя Азия)
  - = Pseudochrysis sphinx Semenov, 1902[2]